# Benjamin Pringle

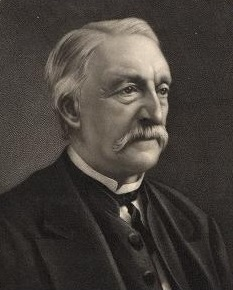
Benjamin Pringle (1876)

Benjamin Pringle (* 9. November 1807 in Richfield Springs, Otsego County, New York; † 7. Juni 1887 in Hastings, Minnesota) war ein US-amerikanischer Politiker. Zwischen 1853 und 1857 vertrat er den Bundesstaat New York im US-Repräsentantenhaus.

## Werdegang
Benjamin Pringle besuchte vorbereitende Schulen. Nach einem anschließenden Jurastudium und seiner 1830 erfolgten Zulassung als Rechtsanwalt begann er für einige Jahre in diesem Beruf zu arbeiten. Später wurde er Präsident einer Bank in Batavia. Zwischen 1841 und 1846 amtierte er als Bezirksrichter im Genesee County. Politisch war er damals Mitglied der Whig Party.
Bei den Kongresswahlen des Jahres 1852 wurde Pringle im 30. Wahlbezirk von New York in das US-Repräsentantenhaus in Washington, D.C. gewählt, wo er am 4. März 1853 die Nachfolge von Reuben Robie antrat. Nach einer Wiederwahl als Kandidat der kurzlebigen Opposition Party konnte er bis zum 3. März 1857 zwei Legislaturperioden im Kongress absolvieren. Diese waren von den Ereignissen im Vorfeld des Bürgerkrieges geprägt. Seit 1855 leitete Pringle den Indianerausschuss.
Im Jahr 1856 wurde er nicht mehr in seinem Mandat bestätigt. Dafür wurde er 1863 in die New York State Assembly gewählt. Im selben Jahr wurde er von Präsident Abraham Lincoln im Rahmen eines 1862 geschlossenen Abkommens mit Großbritannien zum Richter am Schiedsgerichtshof in Kapstadt im heutigen Südafrika ernannt. Dabei ging es um Fragen der Unterdrückung des Sklavenhandels. 1873 wurde Pringle Kurator der State Institution for the Blind. Er starb am 7. Juni 1887 in Hastings (Minnesota) und wurde in Batavia beigesetzt.